# Utah Jazz
Utah Jazz američka profesionalna košarkaška momčad iz grada Salt Lake City, Utah. 
Momčad je počela nastupati u NBA ligi 1974.g. Prvotni naziv momčadi je New Orleans Jazz, ali se preselila u Utah 1979.g. 

## Dvorane
U New Orleansu
- Loyola Field House (1974. – 1975.)
- Municipal Auditorium (1974. – 1975.)
- Louisiana Superdome (1975. – 1979.)

U Salt Lake Cityju
- Salt Palace (1979. – 1991.)
- EnergySolutions Arena (prijašnji Delta Center) (1991.– )

## Vanjske poveznice
- (engl.)Utah Jazz službene internet stranice